# 뒤로 가는 연인들
《뒤로 가는 연인들》(영어: The Rules of Attraction)은 2002년 개봉한 미국의 블랙 코미디 드라마 영화이다. 로저 에이버리가 감독과 각본을 맡았으며, 브렛 이스턴 엘리스의 동명 소설이 원작이다. 제임스 밴더비크, 섀넌 소서먼, 이언 서머홀더, 제시카 빌, 케이트 보즈워스, 킵 파듀 등이 출연하였고, 그레그 셔피로 등이 제작에 참여하였다.
개봉 당시에는 엇갈린 평을 받았으나 오늘날 컬트 영화 반열에 올랐다.

## 줄거리
뉴햄프셔주 가상의 캠던 칼리지. "세상의 끝" 파티에서 재학생 로런은 생애 첫 성관계를 치르기 위해 한 영화과 학생을 데리고 위층으로 올라간 뒤 정신을 잃는다. 로런은 대학 도시 주민에게 성폭행을 당하고 영화과 학생이 이를 촬영하는 와중에 깨어난다. 바이섹슈얼인 폴은 한 클로짓 족에게 접근했다가 얻어맞는다. 숀은 보라색 편지를 갈갈이 찢고 잭 대니얼스 한 병을 다 마신 뒤 방금 만난 켈리와 성관계를 갖는다.
영화는 몇 달 전 학기 초로 돌아가 로런-숀-폴의 삼각관계를 묘사한다. 로런은 여행을 다니는 남자친구 빅터가 있지만 숀을 좋아하고, 숀도 로런에게 호감을 느낀다. 숀은 발신자 이름이 적히지 않은 보라색 편지를 꾸준히 받으며 이를 로런이 보내는 것으로 짐작한다. 한편 폴은 숀을 좋아하는 본심을 숨기고 친구로서 숀과 어울린다. 어느 날 환각버섯을 먹은 숀은 로런의 룸메이트 라라와 관계하고 이를 후회한다. 사실 보라색 편지 주인공은 학교 식당 직원으로, 숀이 라라와 파티에서 떠나는 걸 보고 마지막 편지를 보낸 뒤 기숙사 욕조에서 손목을 긋는다. 역시 숀이 라라와 관계한 것을 알게 된 로런은 유부남 미술사 교수 랜스 로슨에게 자신의 처음을 주기로 하지만 랜스는 테뉴어를 잃을까봐 겁이 나 펠라티오만 받는다. 빅터가 드디어 돌아오지만 빅터는 로런을 기억하지 못하며 라라와 성관계를 맺는다. 로런은 본인 마음을 지각한 숀을 거절하고, 다시 숀은 폴의 접근을 묵살한다.
영화는 초반 시점으로 돌아와 "세상의 끝" 파티 장면을 다시 묘사한다. 로런은 그대로 영화과 학생과 윗층으로 올라가고, 숀도 보라색 편지들을 찢은 뒤 켈리와 관계를 가지려 한다. 그러나 숀은 갑자기 어떤 깨달음을 얻어 생각을 고쳐먹고 술병을 내려둔 뒤 밖으로 나간다. 폴과 로런은 모터사이클을 타고 사라지는 숀을 바라보며 함께 지난 일들을 조용히 회상한다.

## 출연
- 제임스 밴더비크 - 숀 베이트먼 역
- 섀넌 소서먼 - 로런 힌드 역
- 이언 서머홀더 - 폴 덴턴 역
- 제시카 빌 - 라라 홀러런 역
- 케이트 보즈워스 - 켈리 역
- 킵 파듀 - 빅터 존슨 역
- 클리프턴 콜린스 주니어 - 루퍼트 게스트, 마약상 역
- 토머스 이언 니컬러스 - 미첼 앨런 역
- 페이 더너웨이 - 이브 덴턴 부인 역
- 에릭 스톨츠 - 랜스 로슨 씨 역
- 프레드 새비지 - 마크 역
- 테리사 웨이먼 - 학교 식당 직원 역
- 제이 배러셸 - 해리 역
- 조엘 마이클리 - 레이먼드 역
- 클레어 크레이머 - 캔디스 역
- 러셀 샘스 - 리처드 "딕" 재러드, 폴의 친구 역
- 스우시 커츠 - 미미 재러드 역
- 론 제러미 - 피아노 연주자 역
- 폴 윌리엄스 - 당직 의사 역
- 캐스퍼 밴딘 - 패트릭 베이트먼 역 (편집)
- 콜린 베인 - 도널드 역

## 기타 제작진
- 배역: 릭 몽고메리
- 미술: 샤론 시모어
- 의상: 루이즈 프로글리

## 같이 보기
- 회색 도시
- 아메리칸 사이코